# Onciale 0283
- Papyrus
- Onciale
- Minuscules
- Lectionnaire

Le Codex 0283 (dans la numérotation Gregory-Aland), est un manuscrit du Nouveau Testament sur parchemin écrit en écriture grecque onciale.

## Description
Le codex se compose de 15 folios. Il est écrit en deux colonnes par page, 22 lignes par colonne. Les dimensions du manuscrit sont 21,5 x 23 cm,. Les paléographes datent ce manuscrit du IXe siècle.
C'est un manuscrit contenant le texte de l'Évangile selon Marc (2,21-3,18; 5,9-13.31-36; 6,9-13.39-40; 9,20-24.44-47; 14,54-62; 15,6-15).
Le texte du codex Kurt Aland ne l'a placé dans aucune Catégorie.
Lieu de conservation
Il est conservé au Monastère Sainte-Catherine (N.E. ΜΓ 47) dans le Sinaï,.